# Couffy-sur-Sarsonne
Couffy-sur-Sarsonne (Confin auf Okzitanisch) ist eine französische Gemeinde mit 71 Einwohnern (Stand 1. Januar 2022) im Département Corrèze in der Region Nouvelle-Aquitaine.

## Geografie
Die Gemeinde liegt im Zentralmassiv auf dem Plateau de Millevaches und somit auch im Regionalen Naturpark Millevaches en Limousin am rechten Ufer der Sarsonne, einem Nebenfluss der Diège.
Tulle, die Präfektur des Départements, liegt ungefähr 85 Kilometer südwestlich, Ussel etwa 15 Kilometer südlich und Clermont-Ferrand rund 80 Kilometer östlich.
Nachbargemeinden von Couffy-sur-Sarsonne sind Saint-Martial-le-Vieux im Norden, Lamazière-Haute im Osten, Aix (Corrèze) im Südosten, Saint-Fréjoux im Süden, Ussel im Südwesten, Courteix im Südwesten sowie Saint-Rémy im Nordwesten.

### Verkehr
Der Ort liegt ungefähr 13 Kilometer nordwestlich der Abfahrt 24 der Autoroute A89.

## Wappen
Blasonierung: Fünfmal in Gold und Rot geteilt. Der rechte Ort ist rot-gold geschacht.
Der geschachte Ort ist ein Hinweis auf das Haus Ventadour.

## Bevölkerungsentwicklung
| Jahr      | 1962 | 1968 | 1975 | 1982 | 1990 | 1999 | 2007 | 2016 |
| Einwohner | 101  | 119  | 104  | 95   | 89   | 70   | 74   | 78   |

## Sehenswürdigkeiten
Die Kirche Saint-Martial-de-Limoges, ein ursprünglich romanischer Sakralbau ist als Monument historique klassifiziert.

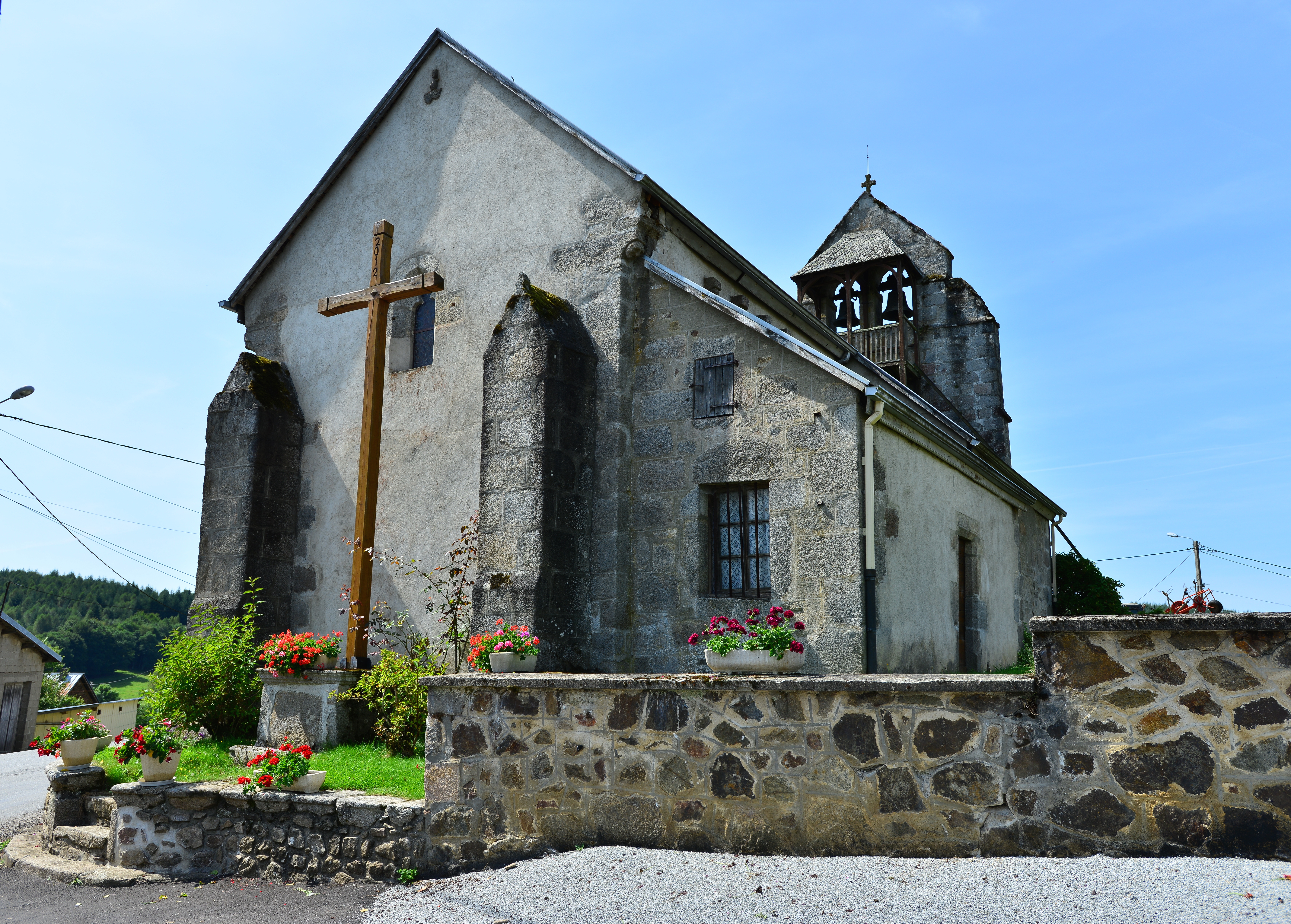
Kirche Saint-Martial